# HDCD

Logo HDCD

HDCD (ang. High Definition Compatible Digital) – jeden ze standardów kodowania i dekodowania sygnału cyfrowego. Został stworzony w celu ulepszenia jakości sygnału dźwiękowego zapisywanego na płytach kompaktowych, przy jednoczesnym zachowaniu kompatybilności ze standardem CD-Audio, opisanym w tzw. Czerwonej Księdze (ang. Red Book).
HDCD pozwala na uzyskanie do 6 dB lepszej dynamiki w porównaniu ze zwykłą płytą CD. Dla uzyskania sygnału HDCD stosowane jest próbkowanie 24 bit/192 kHz, następnie konwertowane na standardowe 16 bit/44,1 kHz + dodatkowy sygnał HDCD.
Obecnie technologia została przejęta przez Microsoft i jest stosowana m.in. w programach Windows Media Player oraz w sterownikach nowych wersji systemów operacyjnych. Na rynku kupić można także wiele tytułów płyt CD zakodowanych właśnie w tym standardzie (najwięcej tytułów HDCD wydaje EMI).
Odtwarzacze dekodujące HDCD budowane są w oparciu o układy PMD-100 i PMD-200 produkcji Pacific Microsonics.